# Râul Casamance
Casamance este un râu în Senegal. Izvorăște din partea sud-estică a țării, din colinele Fouta-Djalon și se varsă în Oceanul Atlantic, după ce străbate o distanță de 320 km; dintre aceștia doar 130 sunt navigabili. Unul dintre afluenții săi mai importanți este Soungrougrou. Principalele localități de pe râu sunt: Ziguinchor,Goudomp, Sediou, Diattakounda, Tanae și Kolda.